# Tekolďany
Tekolďany (in ungherese Tököld) è un comune della Slovacchia facente parte del distretto di Hlohovec, nella regione di Trnava.